# 卡蘭塞貝什戰役
卡蘭塞貝什戰役（英語：Battle of Karánsebes）是奥土战争 (1788年—1791年)期間發生於卡蘭塞貝什（今位於羅馬尼亞卡拉什-塞維林縣）的一次戰鬥，以原本進攻鄂圖曼土耳其帝國瓦拉幾亞地區的奧地利軍隊之間的誤會造成自相殘殺而著名，儘管該次事件絕大部分的內容皆有可議之處，甚至只是都市傳說。

## 故事起源
對此次事件最早的記載是奧地利史家安東‧約翰‧葛羅斯─霍芬格在戰役發生後59年所留下的紀錄，往後的研究者也沿用了他的說法。葛羅斯─霍芬格指出，在1843年出版，由弗里德里希‧克里斯托夫‧史羅瑟所著的《法蘭西帝國被推翻前十八與十九世紀的歷史：心智的培養與進步》曾提及，在1831年的某冊奧地利軍事雜誌中，紀錄了卡蘭塞貝什戰役的詳細記錄。史羅瑟寫道：「這場夜行軍的細節在一般的歷史中罕被提及，但在1831年的『奧地利軍事雜誌』內找到了確實且完整的紀錄。」

## 戰役經過
1788年9月17日晚間，約有10萬奧地利軍隊駐紮於卡蘭塞貝什近郊，擔任前衛的驃騎兵越過了蒂米什河進行偵察，但沒有發現土耳其軍隊的蹤跡，只遇到一群吉普賽人；偵察部隊遂向他們購買了酒肉，並就地開始吃喝。不久，另一隊步兵也過河而來，見到半醉的偵察部隊後也試圖分一杯羹，不料卻爆發爭執，混亂中有士兵開了槍，雙方隨即大打出手。有步兵誤以為土耳其人來襲，高喊「土耳其人！」，使得事態更為惡化，奧地利軍隊中有來自倫巴底、塞爾維亞、克羅埃西亞等少數民族的士兵，彼此之間語言不通，使得大營也陷入混亂；試著阻止的奧地利軍官以德語大喊「停止」（Halt!），也被聽成土耳其人高喊的「安拉」。
當竄逃的驃騎兵回到大營時，又有砲兵以為是土耳其人偷襲而開火，但現場根本沒有任何土耳其士兵存在。整個軍營已完全失控，就連奧地利大公約瑟夫二世也在撤離途中摔傷。
真正的土耳其軍隊在兩天後抵達卡蘭塞貝什，他們發現了近萬名死傷的奧地利士兵，並輕易的拿下了城鎮。